# Meshesha Dessalegn
 (décembre 2022).
Si vous disposez d'ouvrages ou d'articles de référence ou si vous connaissez des sites web de qualité traitant du thème abordé ici, merci de compléter l'article en donnant les références utiles à sa vérifiabilité et en les liant à la section « Notes et références ».
 (décembre 2022).
République fédérale démocratique d'Éthiopie
Meshesha Dessalegn (Ge'ez: መሸሻ ደሣለኝ) est un des 112 membres du Conseil de la Fédération éthiopien. Il est un des 54 conseillers de l'État des nations, nationalités et peuples du sud et représente le peuple Nea.